# 데모도코스

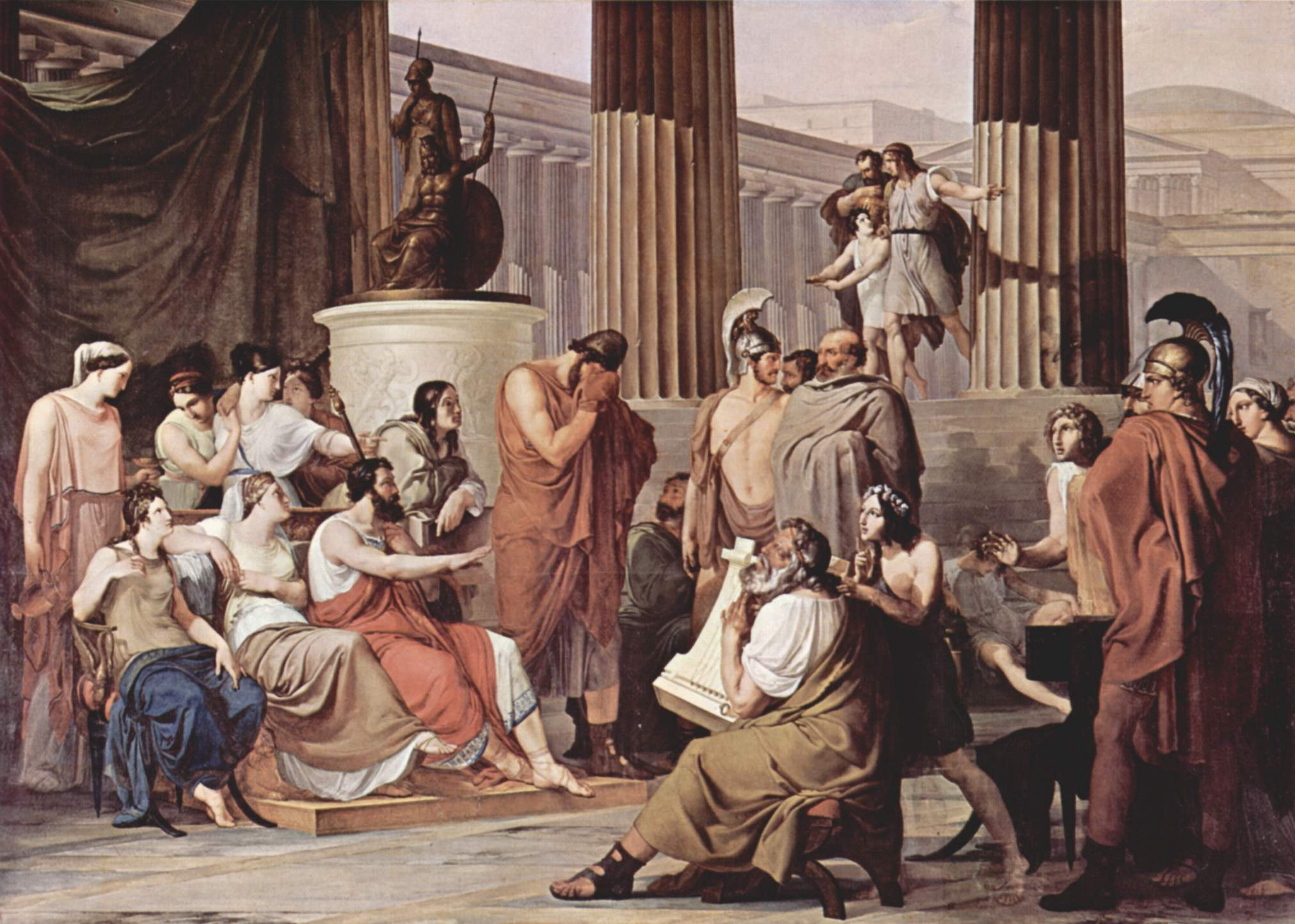
맹인 음유시인 데모도코스가 알키노오스의 궁정에서 하프를 연주하며 트로이아에서의 오디세우스와 아킬레우스에 대해 노래하는 동안, 오디세우스는 눈물을 흘리고 있다.

호메로스의 《오디세이아》에서 데모도코스(고대 그리스어: Δημόδοκος)는 스케리아섬의 파이아키아인들의 왕 알키노오스의 궁정을 자주 방문하는 시인이다. 오디세우스가 스케리아에 머무는 동안 데모도코스는 세 편의 서사시를 공연한다.

## 설명

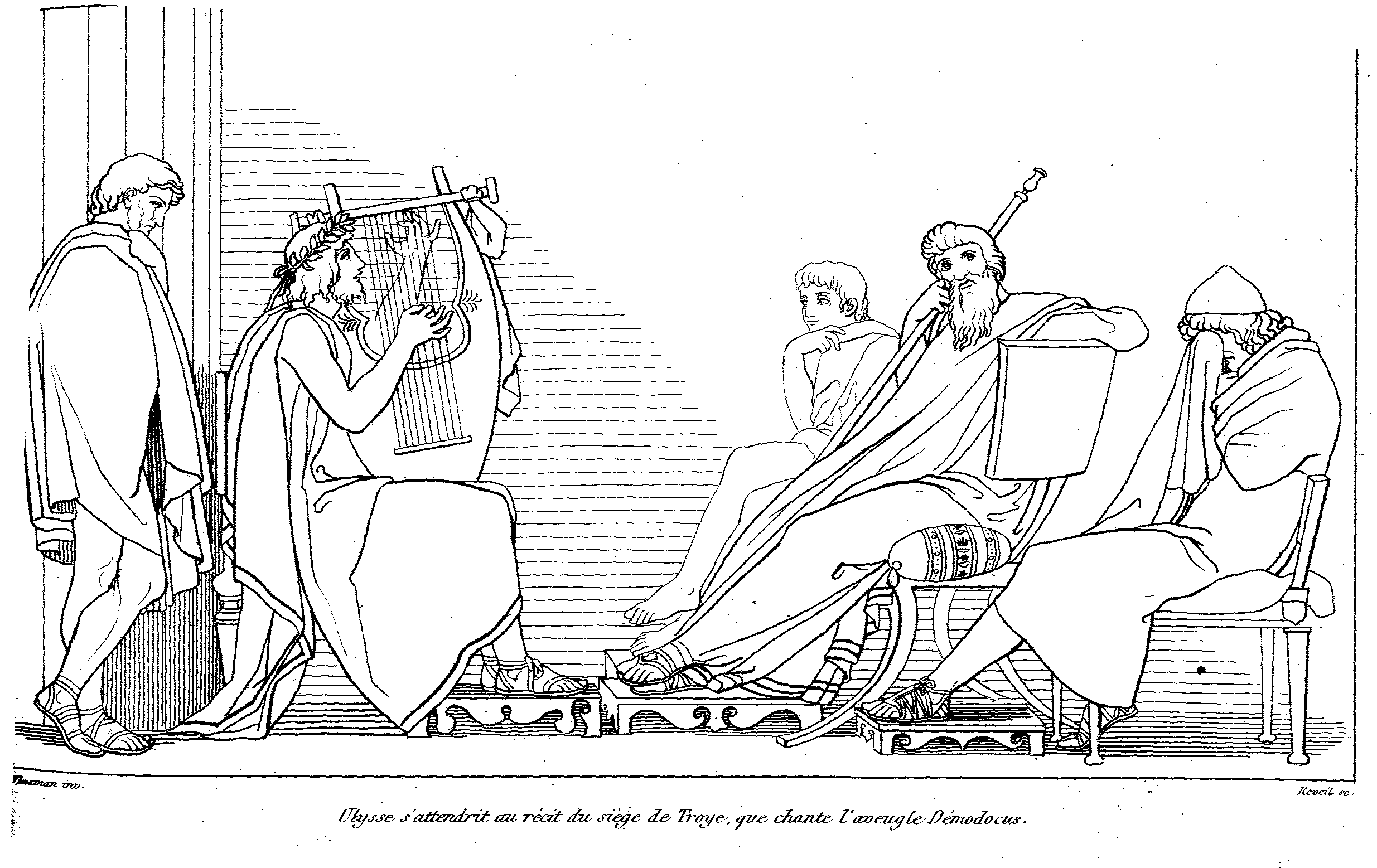
존 플랙스만이 그린 호메로스의 《오디세이아》 삽화(1810년)에서 하프를 연주하는 데모도코스

데모도코스는 알키노오스가 오디세우스에게 안전한 귀향을 위한 배를 제공하기로 승인한 후 알키노오스의 궁전에서 열린 연회에 처음 등장한다. 연회 중 데모도코스는 트로이아에서의 오디세우스와 아킬레우스 사이의 불화에 대해 노래한다. 오디세우스를 제외한 모든 사람이 노래를 즐기지만, 오디세우스는 그 노래가 상기시키는 고통과 괴로움 때문에 눈물을 터뜨린다. 오디세우스는 노래가 잠시 멈출 때마다 잔을 들어 신들에게 술을 바쳤지만, 데모도코스가 다시 노래를 시작하면 눈물을 감추기 위해 망토로 얼굴을 가렸다. 오직 알키노오스만이 오디세우스의 눈물을 눈치채고 연회를 중단시킨 뒤 모두가 밖으로 나가 운동 경기에 참가할 것을 제안한다.
경기가 끝나고 춤과 함께 데모도코스의 또 다른 노래가 이어진다. 이번에 그는 아레스와 아프로디테 사이의 사랑에 대해 노래했다. 아프로디테의 남편 헤파이스토스는 헬리오스가 아레스와 아프로디테가 함께 누워있는 것을 보았다고 말해주어 그들의 불륜을 알게 되었다. 헤파이스토스는 침대 위에 벗어날 수 없는 덫을 설치한다. 아레스와 아프로디테가 잠자리에 들자 그들은 덫에 걸려 헤파이스토스에게 잡힌다. 저녁 만찬 때, 해가 진 후 오디세우스는 데모도코스에게 세 번째 노래를 부르도록 청한다. 오디세우스는 자신의 몫에서 상당한 크기의 돼지고기를 잘라 전령에게 데모도코스에게 가져다주라고 말한다. 데모도코스는 감사해하며 노래를 시작한다. 그는 트로이아의 목마와 트로이아 함락에 대해 노래한다. 다시 한 번, 오디세우스는 참을 수 없는 눈물을 흘리고 알키노오스를 제외한 모든 사람에게 이를 숨긴다. 알키노오스는 노래를 중단시키고 오디세우스에게 그가 진정 누구인지 묻는다.
데모도코스는 맹인으로 묘사된다: "그때 전령이 소중한 가인을 데리고 왔다. 무사 여신은 누구보다도 가인을 사랑하시어 좋은 것과 나쁜 것 두 가지를 다 그에게 주셨으니, 그에게서 시력을 빼앗고 달콤한 노래의 재능을 주신 것이다."